# Peter Whelan
Peter Whelan (Stoke-on-Trent, 3 de octubre de 1931-3 de julio de 2014) fue un dramaturgo británico.

## Biografía
Como estudiante de 1951-1955, Whelan fue una figura inspiradora en la recién formada Drama Society del University College of North Staffordshire, más tarde Keele University. En Keele conoció a su esposa Frangcon Price, que también se destacó en teatro como estudiante y en su carrera posterior. Se casaron en 1958.
En su trabajo, incluye siete obras para la Royal Shakespeare Company, muchos de ellos basados en eventos históricos. El primero de ellos fue Captain Swing en 1979 y le siguieron títulos como The Herbal Bed, sobre un escándalo en la corte isabelina que involucró a la hija de William Shakespeare. Se representó por primera vez en el teatro de RSC The Other Place en Stratford-upon-Avon en 1996 y se volvió a representar en  The Duchess Theatre de abril a octubre de 1997.
En 2008, su obra The School of Night, originalmente producido en The Other Place en noviembre de 1992, se realizó también en Mark Taper Forum de Los Ángeles. En ella, se ficciona sobre una presunta rerlación personal entre Shakespeare, Christopher Marlowe, Thomas Kyd y Sir Walter Raleigh y en los hechos que llevaron a la muerte de Marlowe.
En enero de 2018, su obra Sleepers in the Field fue estrenada mundialmente en la The Questors Theatre en Ealing, Londres.

## Obras
- Double Edge (1975) coescrita junto a Leslie Darbon
- Captain Swing (1979)
- The Accrington Pals (1981)
- Clay (1982)
- A Cold Wind Blowing Up (1983), coescrita junto a Leslie Darbon
- World's Apart (1986)
- The Bright and Bold Design (1991)
- The School of Night (1992)
- Shakespeare Country (1993)
- The Tinder Box (1995)
- The Divine Right (1996)
- The Herbal Bed (1996)
- Nativity (1997) coescrita junto a Bill Alexander
- Overture (1997)
- A Russian in the Woods (2001)
- The Earthly Paradise (2004)
- Sleepers in the Field (2009)